# Artabotrys caudatus
Artabotrys caudatus este o specie de plante angiosperme din genul Artabotrys, familia Annonaceae, descrisă de Joseph Dalton Hooker și Thomas Thomson. Conform Catalogue of Life specia Artabotrys caudatus nu are subspecii cunoscute.